# 吴晨骏
吴晨骏（1966年—），作家，中国现代诗人。
吴晨骏1989年毕业于东南大学动力系。现居南京。

## 主要作品
- 小说集《明朝书生》（1999年，海天出版社，ISBN 7-80615-965-7）
- 小说集《我的妹妹》（2000年，花山文艺出版社，ISBN 7806118209）
- 小说集《柔软的心》（2002年，时代文艺出版社，ISBN 7538717005）
- 诗集《棉花小球》（2003年，河北教育出版社，ISBN 7543450925）
- 长篇小说《筋疲力尽》（2004年，中国文联出版社，ISBN 7505947117）